# 青山通

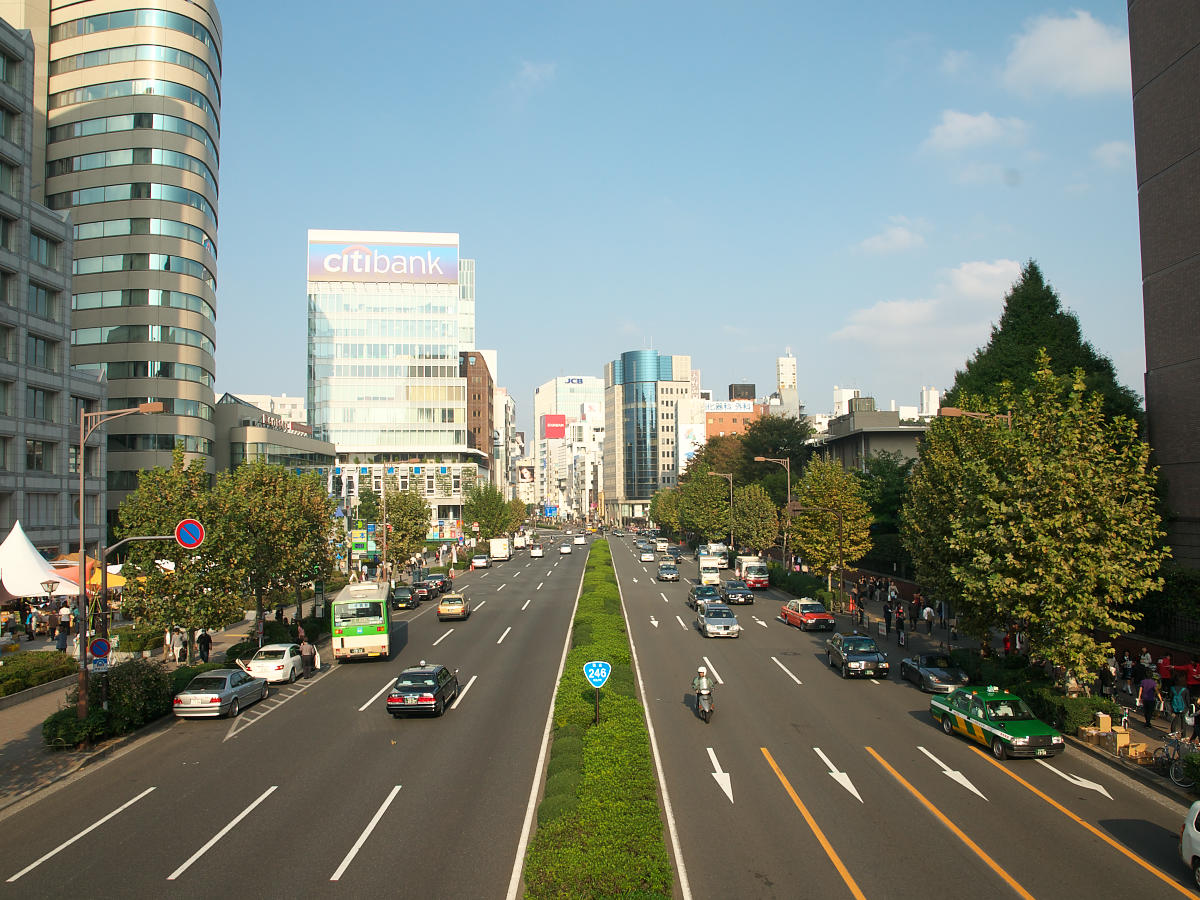
國道246號青山通。

青山通（日语：／ Aoyama Dori）是東京三宅坂經赤坂、青山至澀谷的道路，全路段屬國道246號一部分。

## 概要
三宅坂至明治通交點（澀谷站東口）的區間，連結千代田區與澀谷。正式區間為東京都千代田區永田町一丁目至東京都澀谷區澀谷三丁目。道路行經赤坂、青山、表參道、骨董通（高樹町通）等。大致為單向3～4線道，路幅寬廣，地下有東京地下鐵銀座線及東京地下鐵半藏門線通過。

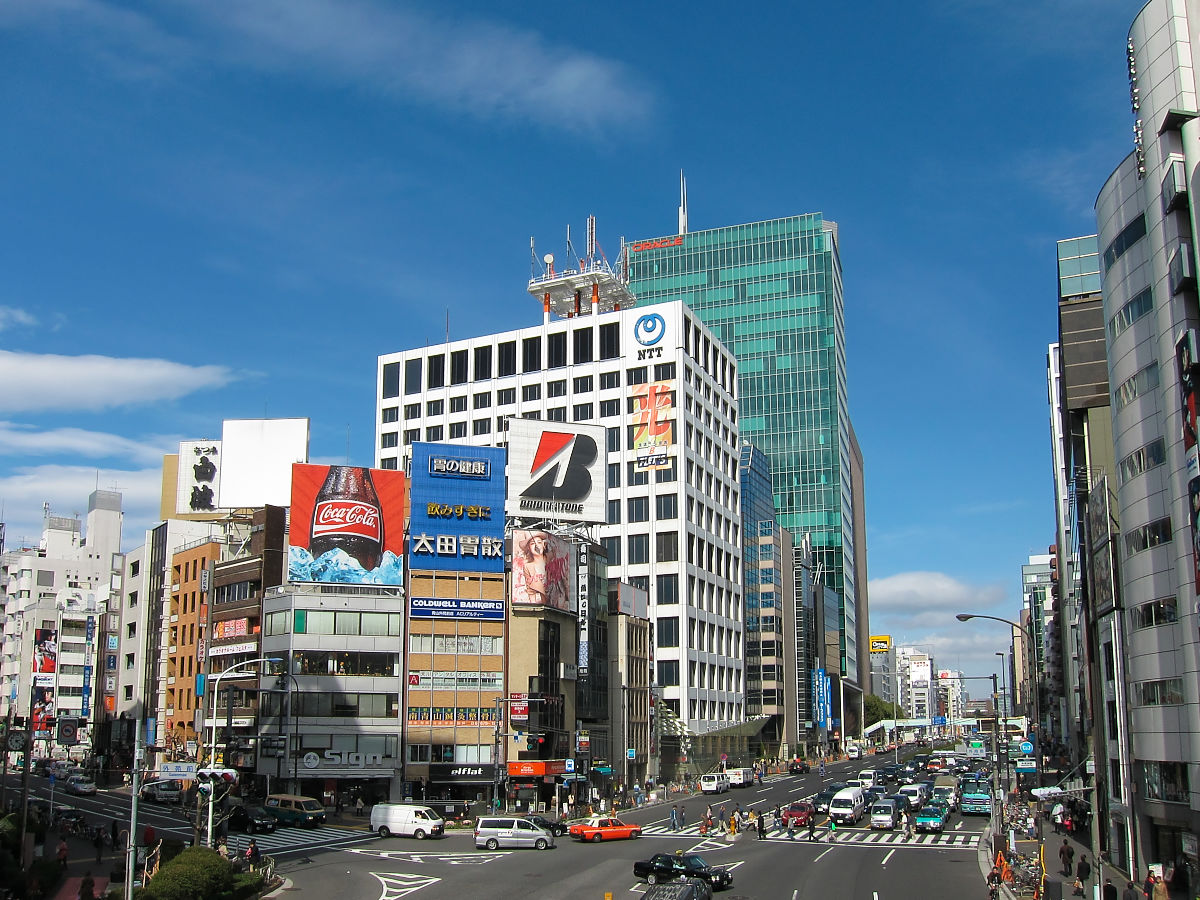
外苑前交差點

青山通從起點三宅坂交差點往西至赤坂見附交差點左彎與外堀通立體交會（赤坂見附陸橋）後往西南西方前進。之後在外苑前交差點再次左彎往西南方前進。澀谷警察署前交差點往左前方與六本木通（東京都道412號霞關澀谷線）交會，同時是六本木通終點。兩線交會後，緊接著在西側澀谷站東口交差點與明治通交匯，為青山通的終點。國道246號從此開始稱作「玉川通」繼續往西南前進。
因通過東宮御所、明治神宮外苑、青山學院，綠意豐富。路旁建築包括聯合國大學、兒童之城、青山學院、商業大樓Ao、伊藤忠商事東京本社大樓、新青山大樓（青山雙子大樓）、草月會館、東急赤坂卓越大飯店等，有許多企業設於此地，是著名辦公商街及時尚街。

## 歷史

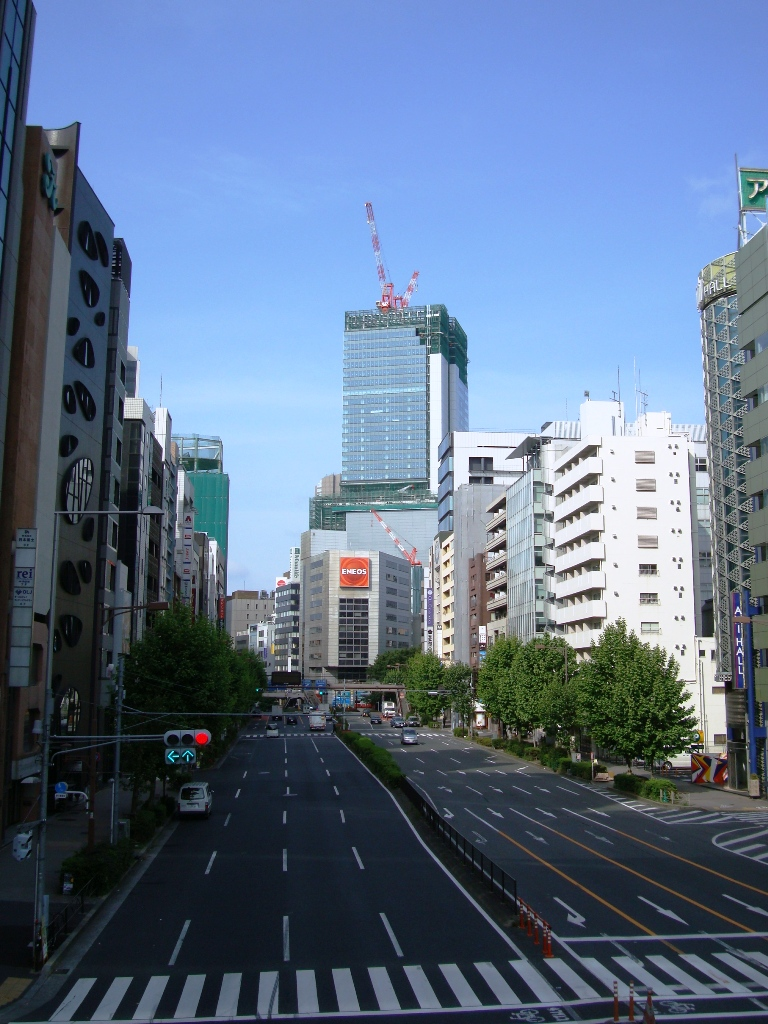
東京都港區南青山五丁目所見的青山通。正面高樓為澀谷HIKARIE

江戶時代稱厚木街道，是次於五街道的主要街道之一。
明治時代後，為因應飛快的交通發展而公告進行大規模道路修正計畫，但因日清戰爭而推遲。另一方面，1904年（明治37年）市電開通青山通三宅坂至青山四丁目（現在外苑前附近）區間，明治末期開通內堀通至澀谷的路面電車。
太平洋戰爭末期的1945年（昭和20年）5月，美軍發動東京大空襲（山之手大空襲），赤坂地區（赤坂、青山）受害率達98.3％。
1962年（昭和37年）、「青山通」成為正式名稱。1964年（昭和39年）東京奧運規劃道路拓寬工程，青山通路幅從22公尺拓寬至現在的40公尺。昭和43年9月29日，路面電車（都電）停駛青山1丁目～澀谷區間，青山通從此成為汽車專用道路。

## 備註
1. 1 2   (PDF). 東京都建設局.   [2017-11-14]. （原始内容 (PDF)存档于2016-12-20）.
2. 1 2 3   (PDF). 東京都建設局.   [2017-11-14]. （原始内容 (PDF)存档于2017-11-12）.
3. 1 2  東京都通称道路名設定公告整理番号12、1962年4月25日
4. ↑   (PDF). 渋谷区.   [2017-11-14]. （原始内容 (PDF)存档于2017-11-14）.
5. ↑  アイランズ　『東京の戦前　昔恋しい散歩地図』　草思社　平成16年1月30日発行第1刷
6. ↑  研究報告書 これからの都市生活を考えていくための新世代コミュニティの研究 （页面存档备份，存于） 公益財団法人ハイライフ研究所 2011年3月 p19